# Szénaverős
Szénaverős (románul: Senereuș németül: Zendersch, szászul Tsendriš) falu  Romániában, Maros megyében.

## Fekvése
Marosvásárhelytől 36 km-re délkeletre, a Küküllők közti dombságban fekszik.

## Nevének eredete
A szénaverős jelentése 'kaszáló', több magyar határnévben is megjelenik. 1430-ban Zenaweres, 1550-ben Zenewereos, 1733-ban Szinereus.

## Története
Szász lakossággal települt. A vármegyei területen maradt szász falvak egyike volt – nem a Királyföldhöz, hanem Küküllő vármegyéhez tartozott.
1582-ben való az első említés tanítójáról. 1593-ban 141 telkes gazda- és 11 zsellércsaládot, 1713-ban először öt román családot is összeírtak. 1750-ben 1044 lakosa volt, ebből 35 cigány és 20 román, a többi szász. 1751-ben szabad paraszti státusza megtartásáért pert indított a vármegyei nemesek ellen.
1880-ban 2541 hektáros határából 32,8% volt erdő, 17,5% legelő, 49,1% szántó, rét, kert és szőlő. 1893-ban 23 szász család, 1903-ig összesen 134 fő költözött Fehéregyházára.
Románia 1944. augusztus 23-i kiugrása után a kormány elrendelte, hogy a német polgármestereket románokra kell cserélni. Mivel a faluban ekkor csak nagyon kevés román élt, 26-án a hundorfi ortodox pap a községházán Georg Bretz helyére polgármesterré nevezte ki Mihail Dudaș pásztort. A szeptember 5-én elkezdődött német–magyar offenzíva után nemsokára feltűntek a német felderítők, ekkor a falu cigány és román lakói a domáldi erdőbe menekültek. Szeptember 8-án délután bevonult egy német egység, és azonnal elrendelték a szász lakosság evakuálását. Pár óra múlva a falusiak saját szekereiken indultak Szászrégen felé, ahonnan előbb teher-, majd marhavagonokban utaztak Sziléziáig. Onnan 1945 nyarán többségük visszatért. Ekkor azonban már a faluban találták a márciusban az Erdélyi-középhegységből betelepített románokat. Utóbbiak egy része az 1952-es kollektivizálás és a szászok 1956-os tulajdonukba való visszahelyezése után visszatért szülőhelyére, illetve városra költözött.
A szász lakosság a század végén kivándorolt, többségük Stuttgart környékére.

## Népessége
- 1910-ben 1315 lakosából 1165 volt német, 71 cigány, 65 román és 14 magyar anyanyelvű; 1170 evangélikus, 122 ortodox és 14 görögkatolikus vallású.
- 2002-ben 725 lakosából 492 volt román és 231 cigány nemzetiségű; 677 ortodox és 16 pünkösdista vallású.

## Látnivalók
- Evangélikus templomát 1870 és 1873 között, középkori templomának helyére építették, neogótikus stílusban. A szentély építésekor keleten áttörték a kerítőfal gyűrűjét. Egykori védőművéből a kaputorony és két bástyatorony áll. Értékes székeit 1999 után biztonsági okokból a segesvári hegyi templomban helyezték el.[2]